# Barbara Radziwiłłówna (film)
Barbara Radziwiłłówna – polski dramat historyczny z czasów Polski i Litwy XVI wieku. Historia Barbary Radziwiłłówny i jej romansu z królem Zygmuntem Augustem.
Był to pierwszy dramat historyczny w Polsce o takiej skali widowiskowości. Film był też pierwszym polskim filmem wyemitowanym przez polską telewizję. Pokaz odbył się podczas próbnej, eksperymentalnej transmisji telewizyjnej 26 sierpnia 1939 roku w Warszawie. W roli tytułowej wystąpiła Jadwiga Smosarska, największa gwiazda polskiego kina w okresie dwudziestolecia międzywojennego.

## Fabuła
Rok 1544. Książę litewski i następca polskiego tronu Zygmunt August podczas polowania w lesie przypadkowo spotyka piękną dziewczynę, w której zakochuje się bez pamięci. Wkrótce dowiaduje się, że jest to Barbara, pochodząca z potężnego rodu magnatów litewskich – Radziwiłłów. Pomiędzy obojgiem rodzi się gorące uczucie. Zaczynają potajemnie się spotykać i przysięgają wieczną miłość. Jednak temu związkowi przeciwna jest zarówno matka Zygmunta – królowa Bona, jak i rodzina Radziwiłłów, którzy obawiają się, że Zygmunt uczyni z niej nałożnicę. Barbara decyduje się wstąpić do klasztoru. Wówczas Zygmunt decyduje się na ślub z ukochaną. Zawierają go potajemnie, w kaplicy w rezydencji Radziwiłłów, czekając z ogłoszeniem tego faktu na sprzyjającą okazję. Gdy do Wilna dociera informacja o śmierci ojca – Zygmunta Starego, młody następca tronu wyrusza z Barbarą na Wawel.

## Obsada
- Jadwiga Smosarska – Barbara Radziwiłłówna
- Witold Zacharewicz – Zygmunt August
- Leokadia Pancewiczowa – królowa Bona
- Lena Żelichowska – faworyta królewska
- Jan Kurnakowicz – stolnik Kieżgajłło
- Helena Sulima – Barbara Radziwiłłowa z d. Kolanka, matka Barbary
- Gustaw Buszyński – Mikołaj Radziwiłł „Rudy”, brat Barbary
- Zygmunt Chmielewski – Mikołaj Radziwiłł „Czarny”, stryjeczny brat Barbary
- Franciszek Dominiak – Piotr Kmita, marszałek wielki koronny
- Stefan Hnydziński – Wirszyłł
- Jan Hajduga – astrolog
- Janusz Ziejewski – Dowoyna
- Helena Buczyńska – wujna Barbary
- Seweryna Broniszówna – czarownica
- Jerzy Chodecki – Stańczyk, błazen królewski
- Ludwik Fritsche – poseł Francji
- Artur Kwiatkowski – Samuel Maciejowski, biskup chełmski
- Jerzy Leszczyński – Leszczyński, starosta radziejowski i wojewoda brzeskokujawski
- Leon Łuszczewski – doktor Aliphio, kanclerz Izabeli d’Aviz, zmarłej żony Karola V Habsburga
- Józef Maliszewski – prymas Dzierzgowski
- Z. Protasiewicz – Bekwark, muzyk i śpiewak nadworny
- Artur Socha – Górka, starosta wielkopolski
- Ludwik Sempoliński – poseł rakuski
- oraz Henryk Małkowski, Michał Halicz, Kazimierz Opaliński, Aleksander Maniecki